# Jácz Alajos
Jácz Alajos (Igló (Szepes megye), 1805 – Igló, 1886. április 12.) orvosdoktor.

## Élete
1840-ben kerületi főorvos lett szülővárosában, később mint megyei főorvos vonult nyugalomba.
Cikkei a Zeitschrift für Natur- und Heilkundeban (1851. Unterbindung eines vorgefallenen Lungentheils. 1858. Die Mineralquellen des Sároser Komitates) jelentek meg.

## Munkája
- Disertatio inaug. medica de cholera orientali. Budae, 1831